# Gare de Mørkved
La gare de Mørkved est une halte ferroviaire de la Nordlandsbanen située dans la commune de Bodø dans le Nordland.

## Situation ferroviaire
La halte se situe à 720.72 km de Trondheim.

## Histoire
La halte a été mise en service en 1987. En 2009, des travaux ont été faits afin que tous les trains puissent s'arrêter à Mørkved. Ainsi, l'ancien quai en bois qui mesurait 30 mètres a été remplacé par un quai en goudron de 250 mètres.

## Service des voyageurs

### Accueil
La halte a un petit parking de 10 places et un parc à vélo. Il y a une aubette sur le quai.

### Desserte
La gare est desservie par des trains  locaux en direction de Bodø, Rognan et Mosjøen. Deux trains par jour en direction de Trondheim s'arrêtent à la halte. 

### Intermodalités
Un arrêt de bus se situe à proximité de la halte.

## Ligne du Nordland
| Origine   | Arrêt précédent | Train | Train         | Train | Arrêt suivant | Destination |
| --------- | --------------- | ----- | ------------- | ----- | ------------- | ----------- |
| Trondheim | Valnesfjord     |       | [Non indiqué] |       | Bodø          | Bodø        |